# Presa de Mohale
La presa de Mohale es una presa de relleno de roca (materiales sueltos) con revestimiento de hormigón en Lesoto. Se trata de la segunda presa de la Fase 1B de la serie de presas del Proyecto Agua de las Tierras Altas de Lesotho (LHWP), que en última instancia incluirá cinco grandes presas en zonas rurales remotas de Lesoto y Sudáfrica. El proyecto se ha realizado con un coste de 1500 millones de dólares.
La presa Mohale recibió el premio Fulton 2005 de la Sociedad del Hormigón de Sudáfrica (Concrete Society of South Africa) como «Mejor proyecto de ingeniería de construcción y mejor técnica de construcción». 

## Entorno
La presa está construida en el valle del río Senqunyane, tras la confluencia por el oeste de su afluente el río Likalaneng. La zona de la presa en las Tierras Altas de Lesoto está formada por valles redondeados y de lados empinados, con suelos delgados y formados por lavas basálticas generalmente. En el sitio de la presa se han identificado dos fallas que necesitaban medidas de tratamiento. La presa está situada a 100 km al este de Maseru, que es la capital de Lesoto El embalse drena una zona de captación de 938 km2 sobre una longitud de río de 60 km con un desnivel de 1050 m.

## Objetivo
La importancia del gran potencial de recursos hídricos del país, uno de los diversos recursos naturales con que cuenta este país sin litoral. Posteriormente, el director de Obras Públicas solicitó a un ingeniero que examinara el potencial del proyecto como un posible medio para complementar las necesidades de suministro de agua en las minas de oro sudafricanas.
En 1983, el Banco Mundial comenzó a implementar el proyecto. La Fase I cubrió algunos de los componentes estratégicos clave del proyecto, mientras que el financiamiento de la Fase IB cubrió no sólo el diseño de ingeniería y la supervisión de las obras principales sino un marco institucionalizado con un panel de expertos en el campo de la ingeniería y los aspectos ambientales y sociales del proyecto. También se contactó al Banco de Desarrollo de África Meridional (DBSA), al Banco Europeo de Inversiones (BII) y a agencias de Crédito a la Exportación para financiar el proyecto. 
El Proyecto Agua de las Tierras Altas de Lesotho (LHWP) se creó con el objetivo de suministrar agua a la región de Gauteng en Sudáfrica y energía hidroeléctrica para satisfacer las necesidades de Lesoto. Un tratado firmado entre el gobierno de Lesoto y Sudáfrica dio luz verde al proyecto y se creó el equipo para implementarlo. El tratado se limita únicamente a las fases IA y IB.  La Autoridad del Túnel Trans-Caledon (TCTA), encargada de los aspectos de operación y mantenimiento del proyecto, está guiada por la autoridad más amplia de desarrollo de las tierras altas de Lesoto (LHDA). El proyecto prevé desviar agua en las tierras altas del país a través de tres presas: dos en la Fase I (Fase I A - Presa de Katse y Fase II - Presa de Mohale) y la Presa de Polihali en la Fase II. La construcción de las presas de la Fase I se completó en 2003 y se pusieron en funcionamiento formalmente en 2004.

## Características

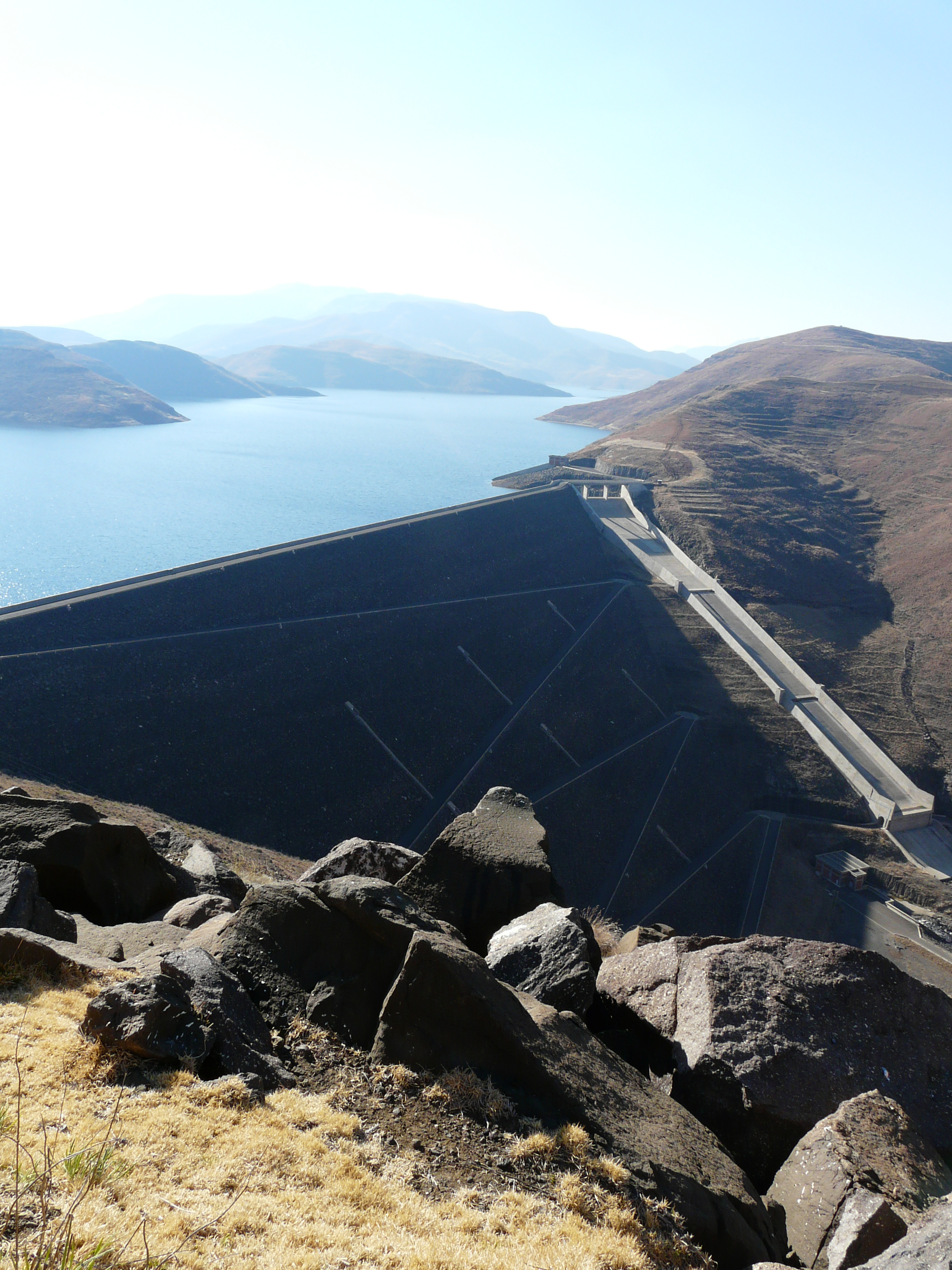
Presa de Mohale

La presa de Mohale, de la Fase IB del LHWP, está diseñada para desviar unos 70 m3 por segundo de agua hacia el embalse de la presa de Katse. El suministro de agua satisface las necesidades de la región de Gauteng, que abarca las ciudades mineras e industriales de Johannesburgo y Pretoria. El caudal regulado del embalse es de 9,5 m3 por segundo que se transfiere por gravedad a través del túnel interconectado revestido de hormigón de 32 km de longitud con un diámetro interior de 34 m.
La presa de Mohale está catalogada como una presa alta con 145 m. Se dice que es la presa de hormigón con relleno de roca (CFRD) más alta de África. Está construida como una presa de terraplén con un frente de hormigón relleno de roca en el lado de aguas arriba. El contenido volumétrico de la estructura de la presa es de 7,5 millones de m³. La presa tiene una longitud de 700 m con 12 m de anchura en la cresta. El aliviadero, ubicado en la margen izquierda de la presa, no tiene compuertas y la inundación se dirige sobre la cresta del aliviadero en forma de ojiva a través de un conducto revestido de hormigón con un balde abatible y un cuenco amortiguador en su extremo. El aliviadero de hormigón está diseñado para una descarga de inundación de 6 m3 por segundo.
A mediados de 1999 se construyó una ataguía temporal de 300 000 m3  para encauzar el flujo del agua, con una preataguía.
La desviación del río se realizó mediante dos túneles de desviación revestidos de hormigón construidos en la margen izquierda. Los túneles de desvío tienen una longitud de 650 m y 560 m con una sección transversal de 6,7 x 5,5 m. La toma para el trasvase de agua se encuentra 5 km aguas arriba del frente de la presa en la margen izquierda.
Se colocaron aproximadamente 13 000 m3 de roca cada día. Se utilizaron dos canteras: una para suministrar la mayor parte de la roca para el relleno de roca y la otra para el basalto dolerítico de mayor calidad utilizado en los agregados de hormigón y las capas de filtro de la presa.
La cantidad total de hormigón que contiene la presa es 30 m3.

## Tierras sumergidas
El embalse del proyecto afectó algunas de las tierras agrícolas más fértiles de la zona. En concreto, afectó a 390 hogares y unas 1700 personas. 